# Ibrahim Rachidi
Ibrahim Rachidi (Marsiglia, 13 gennaio 1980) è un ex calciatore comoriano con cittadinanza francese, di ruolo difensore.

## Carriera

### Club
Dopo una lunga carriera nelle serie minori francesi, nel 2010 viene acquistato dal Gazelec Ajaccio, seconda squadra della città corsa, e, con due promozioni consecutive (durante le quali gioca complessivamente 59 partite segnando anche 3 gol), arriva a giocare in Ligue 2, la seconda serie francese. Sempre con il Gazelec nella stagione 2011-2012 ha raggiunto le semifinali di Coppa di Francia, poi perse contro il Lione, futuro vincitore della manifestazione. Ha lasciato il Gazelec al termine della stagione 2012-2013, e dal gennaio 2014 gioca nell'Uzes, squadra della terza serie francese. Successivamente ha giocato 2 partite al Marignane in quarta serie per poi risalire in terza serie con il Consolat.

### Nazionale
Nel 2011 ha giocato due partite di qualificazione ai Mondiali con la sua nazionale, con cui ha preso parte ad altre partite di qualificazione anche nel 2013 e nel 2015.
Ha giocato la sua ultima partita in nazionale nel 2017, arrivando a complessive 17 presenze.